# ويلسون (فلم)
ويلسون (بالإنجليزية: Wilson) هو فيلم سيرة ذاتية تم إنتاجه في الولايات المتحدة وصدر في سنة 1944.

## ترشيحات وجوائز
| السنة | الحدث  | الفئة              | النتيجة |
| ----- | ------ | ------------------ | ------- |
|       | أوسكار | أفضل تصوير سينمائي | فوز     |

## الميزانية والإيرادات
بلغت تكلفة إنتاج الفيلم حوالي 2,995,000 دولار بينما حقق أرباحا تقدر بـ 2,000,000 (rentals) دولار.

## وصلات خارجية
- ويلسون على موقع IMDb (الإنجليزية)
- ويلسون على موقع الموسوعة البريطانية (الإنجليزية)
- ويلسون على موقع روتن توميتوز (الإنجليزية)
- ويلسون على موقع ألو سيني (الفرنسية)
- ويلسون على موقع Turner Classic Movies (الإنجليزية)
- ويلسون على موقع أول موفي (الإنجليزية)
- ويلسون على موقع فيلمافينيتي (الإسبانية)
- ويلسون على موقع قاعدة بيانات الأفلام السويدية (السويدية)
- ويلسون على موقع قاعدة بيانات الفيلم (الإنجليزية)
- ويلسون على موقع ليتربوكسد (الإنجليزية)

1. 1 2 3 4 5  وصلة مرجع: https://www.oscars.org/oscars/ceremonies/1945.
2. 1 2 3 4 5 6 7 8 9 10 11 12 13 14  وصلة مرجع: http://www.imdb.com/title/tt0037465/. الوصول: 22 يونيو 2016.
3. ↑  وصلة مرجع: http://www.offi.fr/cinema/evenement/le-president-wilson-21470.html. الوصول: 22 يونيو 2016.
4. 1 2 3 4 5 6 7 8 9 10 11 12 13 14 15 16 17 18 19 20 21 22 23  وصلة مرجع: http://www.filmaffinity.com/en/film962806.html. الوصول: 22 يونيو 2016.
5. 1 2 3 4 5 6 7 8 9 10 11 12 13 14 15 16 17 18 19  وصلة مرجع: http://www.imdb.com/title/tt0037465/fullcredits. الوصول: 22 يونيو 2016.